# Bergomum
Bergomum è stata una città romana della Regio XI Transpadana. Il suo centro abitato corrisponde alla moderna Bergamo, che ne rappresenta l'evoluzione storica.

## Storia
La leggenda ci narra che Brenno - umiliato dal disonore della sconfitta personale e di avere avuto ciononostante la vita risparmiata - si suicidò annegandosi nel fiume Brembo il quale fu detto di averne acquistato il nome. Benché tale tradizione sia affascinante, l'evidenza fornita da seri studi pare dimostrare la provenienza del toponimo da origini linguistiche Celtiche.
Da quel momento i bergamaschi, secondo questa leggenda, sarebbero diventati sudditi di Roma, anche se in realtà la conquista romana avvenne due secoli più tardi, attorno al 200 a.C. La vecchia società muore e viene sostituita da nuove leggi, nuovi ordinamenti amministrativi e nuove religioni. Inizia un periodo piuttosto lungo di benessere e prosperità e il nuovo insediamento di Bergomum diviene un fiorente municipio fortificato.
Insieme a tutti gli abitanti dei territori transpadani, anche i bergamaschi divengono cittadini romani nel 49 a.C., in seguito ad un editto di Giulio Cesare. Attorno all'anno 100, nell'epoca di Traiano, viene costruito il ponte di Lemine, sulla strada militare che collega Bergamo a Como. Resterà in funzione (conosciuto come "ponte della Regina") fino al 1493. Poco più avanti anche a Bergamo appaiono i primi cristiani e secondo la leggenda nel 290 d.C. Sant'Alessandro, oggi patrono della città, viene decapitato.
A partire dall'inizio delle invasioni barbariche del V secolo, che provocarono la caduta dell'Impero romano d'Occidente, la città viene ripetutamente invasa e saccheggiata.

## Luoghi di interesse
Presso il Museo civico archeologico di Bergamo sono raccolti molti dei reperti scoperti nei decenni durante gli scavi archeologici in città.
La torre del Gombito prende il nome dal latino compitum, che significa incrocio o crocicchio,  nel dialetto bergamasco prende il significato di gomito, da questo si desume che la torre era punto d’incrocio dei differenti assi viari della città del periodo romano il cardo e il decumano.
La colonna del Crotacio è una colonna sul sagrato della chiesa di Sant'Alessandro che indica il luogo della decapitazione di Sant'Alessandro.

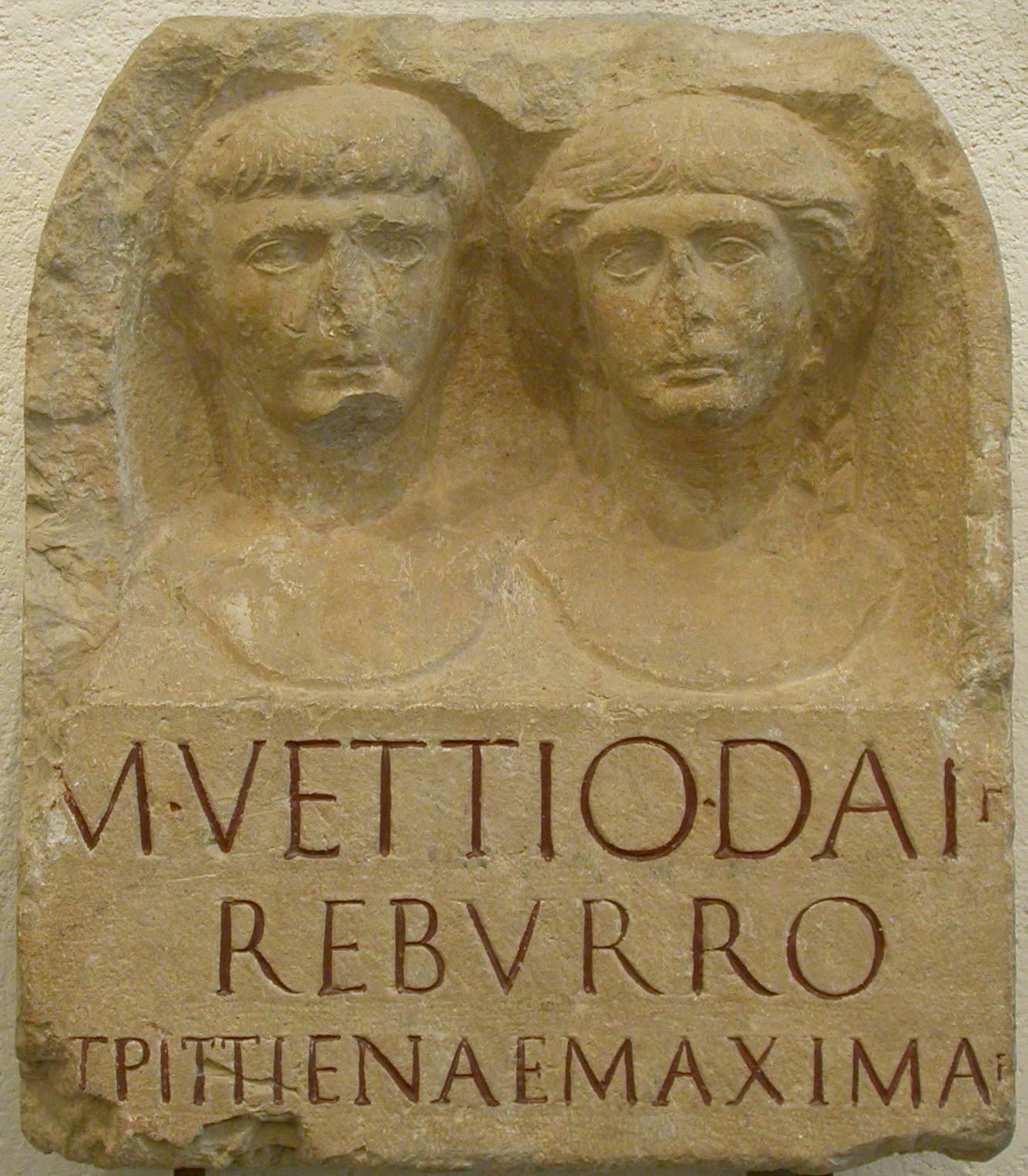
Stele di M. Vettio Reburro e moglie, nell'ex Museo civico archeologico di Bergamo. CIL V 5199.
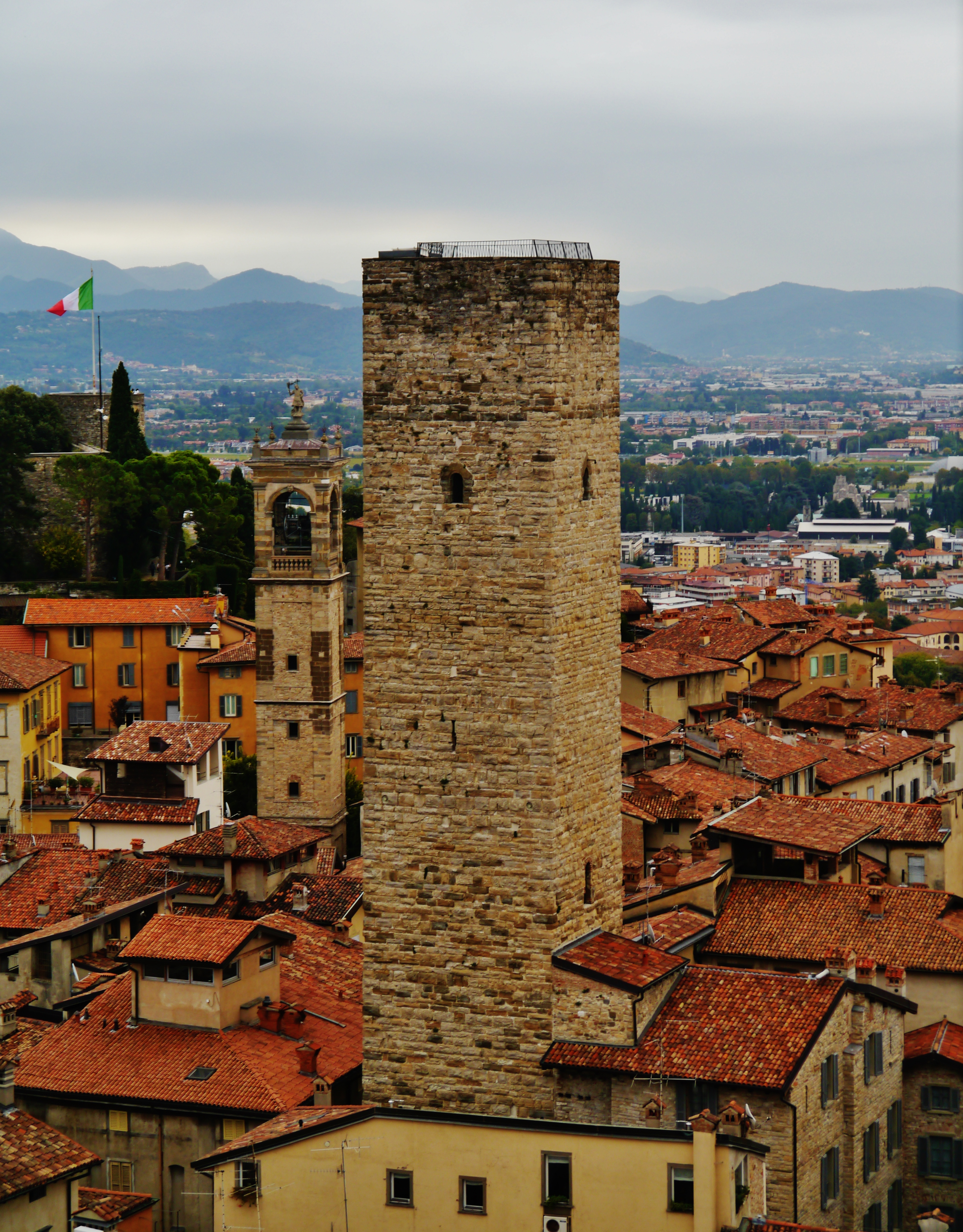
Torre del Gombito
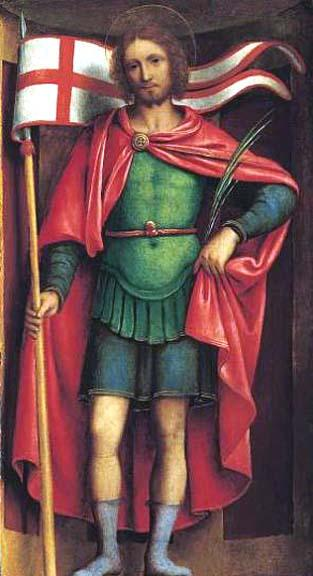
Sant'Alessandro di Bergamo - Bernardino Luini
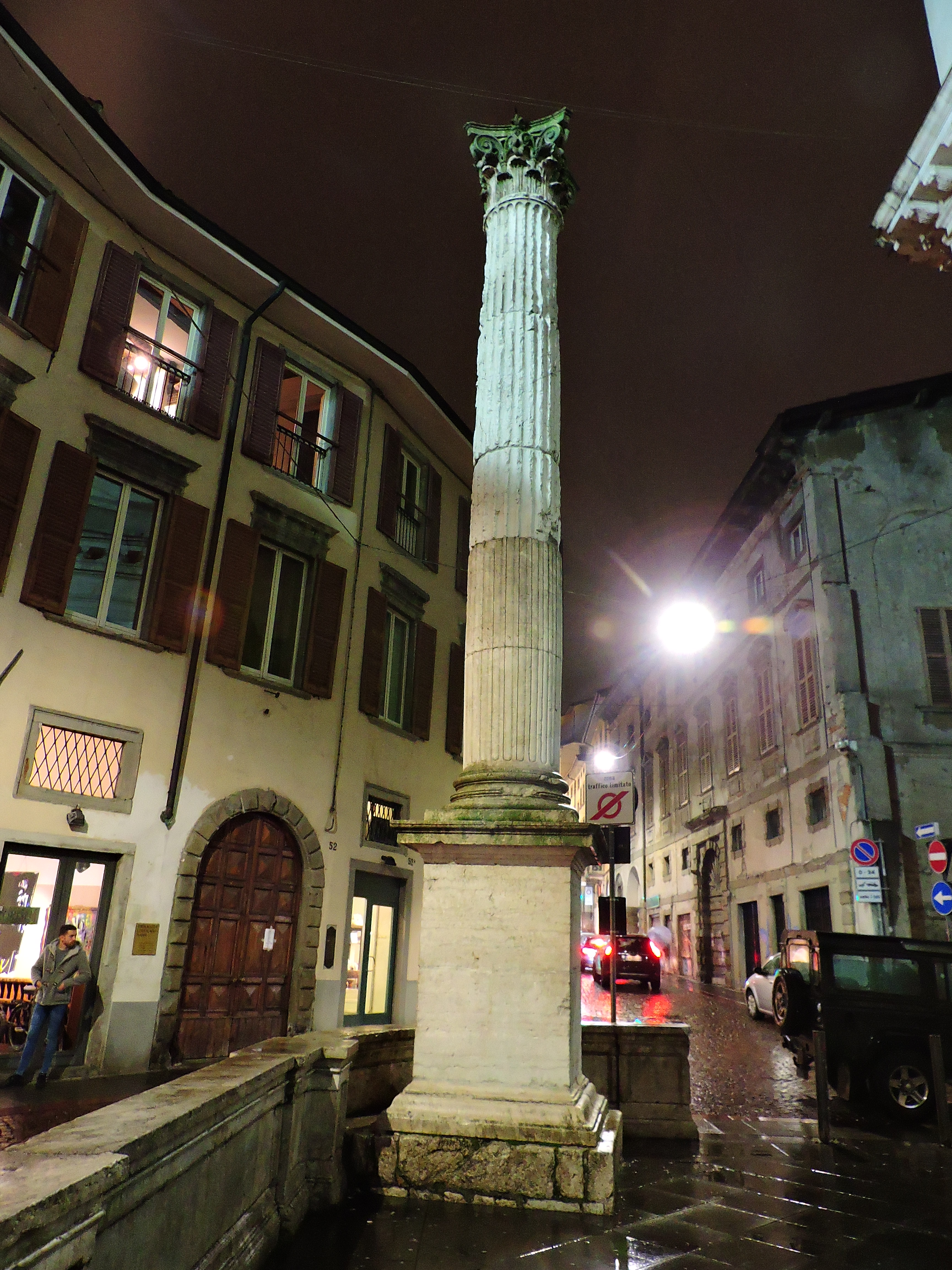
Colonna del Crotacio